# Cyanoramphus unicolor
Cyanoramphus unicolor е вид птица от семейство Psittaculidae. Видът е световно застрашен, със статут Уязвим.

## Разпространение
Видът е разпространен в Нова Зеландия.